# 土屋得所
土屋 得所（つちや とくしょ、または公章、文化11年（1814年） - 慶応3年1月15日（1867年2月19日））は、幕末の医師。字は公章。通称得所。息子は医師の土屋寛之（裕）。鯖江藩で種痘に尽力した。

## 略歴
- 勝山藩藩医秦氏に生まれる。秦魯斎の弟。諱は篤之、雅名は煥、字は公章、通称秀佑（祐）のちに得所と改め、古香・楽斎・復堂と号す[1]。天保3年（1832年）鯖江藩藩医土屋氏を嗣ぐ。
- 天保6年（1835年）4月、京都で百々氏に入門し漢方を学ぶ[2]。
- 弘化3年（1846年）伊東玄朴に入門（1848年帰国）[1]。
- 弘化5年（1848年）1月、鯖江藩奥医師本席[3]。
- 嘉永3年（1850年）3月、福井藩町医笠原良策から痘母となる子ども2名の派遣を受け、父仲宅方で種痘開始[4]。同年7月中旬～11月中旬、伊東玄朴のもとに再度遊学[5]。同年12月父仲宅死去により家督相続（18人扶持）[3]
- 安政4年（1857年）閏5月、鯖江藩種痘主裁。
- 慶応3年（1867年）1月15日死去。[1]。